# Ahmet Davutoğlu
Ahmet Davutoğlu (Konya, 1959 -) és un politòleg, acadèmic i diplomàtic turc. Fou Primer Ministre de Turquia.
Davutoğlu té una mestratge en Administració Pública i un doctorat en Relacions Exteriors. Tots dos graus van ser obtinguts a la Universitat del Bòsfor. Va ser professor de la Universitat de Beykent, a Istanbul, i està afiliat al Partit de la Justícia i el Desenvolupament (AKP).
Davutoğlu va escriure Stratejik Derinlik ("Profunditat Estratègica"), un llibre bastant influent en la comunitat acadèmica turca. Des que el seu ascens com a ministre d'Estat, Davutoğlu ha estat proposant l'enfortiment de Turquia com a interlocutor de les discussions estratègiques internacionals.